# Vina Mazumdar
Vina Mazumdar (Calcuta, 28 de marzo de 1927 - Nueva Delhi, 30 de mayo de 2013) fue una académica india, feminista, pionera en los estudios de las mujeres en la India y una figura destacada del movimiento de mujeres en la post-independencia de la India. 

## Biografía
Fue secretaria de la primera Comisión de la Condición Jurídica y Social de la Mujer en la India que llevó a cabo el primer informe sobre la situación de las mujeres en el país, Hacia la Igualdad (1974). Fue directora fundadora del Centro de Estudios para el Desarrollo de la Mujer (CWDS), una organización autónoma creada en 1980, en el marco del Consejo Indio de Investigación en Ciencias Sociales (ICSSR). Fue Profesora Nacional de Investigación en el Centro de Estudios para el Desarrollo de la Mujer, Delhi.